# Jason Williams (hockeista su ghiaccio)
Jason Williams (London, 11 agosto 1980) è un ex hockeista su ghiaccio canadese, di ruolo attaccante. Vanta presenze in NHL ed LNA. In carriera ha vinto una Stanley Cup con i Detroit Red Wings.

## Carriera

### Club
Non selezionato ai draft, Williams fu ingaggiato come free agent dai Detroit Red Wings il 18 settembre 2000. Trascorse le prime stagioni soprattutto con le formazioni affiliate alla franchigia in American Hockey League (i Cincinnati Mighty Ducks e i Grand Rapids Griffins). Nella stagione 2001–02 giocò 25 partite segnando la prima rete in carriera in NHL per i Red Wings; nei successivi playoff giocò 9 incontri conquistando la prima Stanley Cup della sua carriera.
Durante il lockout della stagione 2004-05 Williams giocò in Europa nella SM-liiga con la maglia del Porin Ässät. Di ritorno a Detroit nella stagione 2005–06, sotto la gestione del nuovo allenatore Mike Babcock, Williams totalizzò ben 21 reti e 58 punti totali, inserito in linea con Steve Yzerman e Robert Lang. Il 22 ottobre 2005 Williams segnò il primo hat trick nel successo per 6–0 contro i Columbus Blue Jackets.
Nella stagione successiva Williams firmò un prolungamento del contratto con Detroit valido per due stagioni. L'8 novembre 2006, durante un match contro gli Edmonton Oilers, Williams si infortunò dopo un duro contrasto da parte di Raffi Torres, rimediando lacerazioni facciali e una commozione cerebrale di primo grado. Il 26 febbraio 2007 fu ceduto ai Chicago Blackhawks in uno scambio a tre che vedeva coinvolti anche i Philadelphia Flyers. I Flyers ricevettero una scelta al terzo giro del Draft e Lasse Kukkonen dai Blackhawks in cambio di Kyle Calder, mentre i Blackhawks girarono Calder ai Red Wings in cambio di Williams.
Dopo aver raccolto 36 punti in 43 partite giocate con la maglia di Chicago, Williams diventò un giocatore svincolato e fu ingaggiato dagli Atlanta Thrashers il 13 luglio 2008 con un contratto annuale. Il 14 gennaio 2009 fu scambiato dai Thrashers verso i Columbus Blue Jackets in cambio di Clay Wilson e una scelta al sesto giro del Draft. Williams per il resto della stagione 2008–09 contribuì con 12 reti e 17 assist alla conquista per la prima volta dei playoff da parte della franchigia dell'Ohio.
Il 6 agosto 2009 Williams ritornò da free agent ai Red Wings sottoscrivendo un accordo di un anno. Il 7 novembre 2009, contro i Toronto Maple Leafs, Williams si infortunò al perone, saltando numerose settimane di gioco per recuperare la condizione ideale. Il 27 dicembre 2010 Williams fu preso dai New York Rangers e mandato presso la formazione affiliata in AHL dei Connecticut Whale. Il 12 febbraio 2011 ritornò in NHL con la maglia dei Dallas Stars.
Al termine della stagione 2010-11 firmò un contratto annuale con i Pittsburgh Penguins, valido anche per giocare in AHL presso i Wilkes-Barre/Scranton Penguins. Il 29 maggio 2012 firmò un contratto valido per due stagioni con l'HC Ambrì-Piotta, formazione della Lega Nazionale A. Nel mese di dicembre fu convocato dal Team Canada conquistando la Coppa Spengler 2012.
Nell'estate del 2014 Williams ritornò in Nordamerica firmando un contratto annuale con gli Oklahoma City Barons, formazione della AHL.
Fece ritorno in un campionato europeo, la Deutsche Eishockey-Liga, per la stagione 2015-2016, ma a causa di un infortunio nel precampionato disputò coi Kölner Haie solo 9 incontri. Rimasto senza squadra, nel mese di novembre si accordò con il Renon per disputare con la squadra italiana la Continental Cup. Dopo aver disputato anche due incontri di campionato oltre al girone del terzo turno di coppa (concluso non solo con la vittoria ed il passaggio del turno della squadra, ma anche con l'affermazione personale come miglior realizzatore) ha comunicato la rinuncia alla disputa del girone finale.

### Nazionale
Jason Williams fece la sua unica apparizione ufficiale con la selezione del Canada in occasione del campionato mondiale del 2006 disputatosi in Lettonia. Nelle nove gare disputate Williams mise a segno due reti contro la Norvegia e la Lettonia e fornì 5 assist per i compagni, totalizzando sette punti.

## Palmarès

### Club
- Stanley Cup: 1

Detroit: 2001-2002
- Coppa Spengler: 1

Team Canada: 2012

### Individuale
- AHL All-Star Classic: 1

2002
- Maggior numero di reti della LNA: 1

2012-2013 (26 reti)